# دکترین ضاحیه
دکترین ضاحیه، یک راهبرد نظامی بحث‌برانگیز در دکترین نظامی اسرائیل است که مبتنی بر تخریب وسیع زیرساخت‌های عمومی و غیرنظامی، یا به تعبیر دیگر «دومیسید» (کشتار جمعی از طریق تخریب خانه‌ها)،  به عنوان ابزاری برای اعمال فشار بر دولت‌های متخاصم و وادار ساختن آن‌ها به پذیرش شرایط اسرائیل است. این دکترین که ریشه در تفکرات نظامی صهیونیستی دارد،  نخستین بار توسط گادی آیزنکوت، رئیس سابق ستاد کل نیروهای دفاعی اسرائیل (IDF)، به صورت رسمی تبیین و  به عنوان یکی از راهبردهای اصلی  در  مقابله با  دشمنان  معرفی گردید. سرهنگ گابی سیبانی، از  نظریه‌پردازان نظامی اسرائیل، استفاده از این دکترین را چنین توجیه می‌کند: «اسرائیل  برای  رسیدن به اهداف خود،  باید  منافع اقتصادی و مراکز قدرت غیرنظامی  که به نحوی از سازمان‌های تروریستی  حمایت می‌کنند را  مورد هدف قرار دهد».  منطق  نهفته در  این استراتژی  تهاجمی  آن است که  با  وارد آوردن  خسارات  فراوان  به  غیرنظامیان  و  تشدید  رنج  و  عذاب  آن‌ها،  مردم  علیه  گروه‌های  مدافع خود به  پا  خواسته  و  دولت‌هایشان  را  به دلیل  فشار  افکار عمومی  و  ناآرامی‌های  داخلی،  مجبور  به  تن دادن  به  صلح  و  پذیرش  خواسته‌های  اسرائیل  کنند.
نام این دکترین  جنجال‌برانگیز  از محلّۀ ضاحیه در جنوب بیروت،  که  به عنوان  پایگاه اصلی  و  مرکز  فرماندهی حزب‌الله لبنان در طول جنگ 33 روزه اسرائیل و لبنان در سال 2006 عمل می‌کرد،  گرفته شده است. این محله  در جریان  این جنگ  تحت  حملات  سنگین  هوایی  و  توپخانه‌ای  نیروهای دفاعی اسرائیل  قرار گرفت  و  تقریباً  به طور کامل  ویران شد.همچنین اسرائیل این دکترین را در جنگ‌های غزه به کار برده است.

## تاریخچه

### جنگ 33 روزۀ اسرائیل و لبنان (۲۰۰۶)
دکترین ضاحیه برای اولین بار  در  اکتبر 2008  و در  قالب مصاحبه‌ای  با  ژنرال گادی آیزنکوت،  فرمانده جبهه  شمالی  ارتش  اسرائیل،  در  روزنامه  یدیعوت اخرونوت مطرح  گردید.  وی  در  این  مصاحبه  به  طور  صریح  اعلام  کرد:
«آنچه در سال 2006 در محله ضاحیه بیروت به وقوع پیوست، به عنوان الگویی برای هر روستا و شهرکی که از آن به سمت اسرائیل شلیک شود، مورد استفاده قرار خواهد گرفت. ما بدون هیچ‌گونه تردید و ملاحظه‌ای از قدرت نامتناسب و ویرانگر خود استفاده کرده و خسارات و ویرانی‌های عظیمی را به بار خواهیم آورد. از دیدگاه ما، این مناطق مسکونی هیچ تفاوتی با پایگاه‌های نظامی ندارند و به همان شکل مورد حمله قرار خواهند گرفت. [...] این سخنان نه یک هشدار ساده و نه یک تهدید پوچ است، بلکه بیانگر طرحی است که قبلاً به تصویب رسیده و کاملاً آماده اجرا می‌باشد. [...] هر یک از روستاهای شیعه‌نشین در جنوب لبنان، در حکم یک سایت نظامی با ستاد فرماندهی، مرکز اطلاعاتی و مرکز ارتباطات تلقی می‌شود. ده‌ها موشک در خانه‌ها، زیرزمین‌ها، اتاق‌های زیر شیروانی و حتی مساجد و اماکن مذهبی پنهان شده‌اند و روستا به طور کامل تحت کنترل و نظارت افراد حزب‌الله قرار دارد. در هر روستا، با توجه به وسعت و جمعیت آن، ده‌ها عضو فعال حزب‌الله از میان ساکنان محلی و در کنار آن‌ها جنگجویانی از خارج از لبنان حضور دارند. تمامی این عوامل با دقت و برنامه‌ریزی قبلی در آنجا مستقر شده‌اند و همه چیز هم برای یک نبرد دفاعی و هم برای شلیک موشک به سمت اسرائیل آماده است. [...] حزب‌الله به خوبی می‌داند که شلیک موشک از داخل روستاها و استفاده از مردم به عنوان سپر انسانی، علاوه بر نقض فاحش قوانین بین‌المللی و حقوق بشر، منجر به نابودی کامل آن روستاها و کشتار مردم بی‌گناه خواهد شد. سید حسن نصرالله، رهبر حزب‌الله، قبل از اینکه دستور شلیک به سمت اسرائیل را صادر کند، باید به دقت بیاندیشد که آیا حاضر است پایگاه حمایتی خود را در روستاهای شیعه‌نشین به طور کامل نابود کرده و مسئولیت کشتار مردم بی‌گناه را بر عهده بگیرد؟ این مسئله برای او یک بحث نظری و انتزاعی نیست، بلکه یک واقعیت تلخ و ملموس است که پیامدهای ویرانگری برای او و سازمانش در پی خواهد داشت. در واقع، ترس از کشتار غیرنظامیان و از دست دادن پایگاه اجتماعی، عامل اصلی بازدارنده نصرالله و دلیل آرامش دو سال گذشته در مرز لبنان بوده است».
در سال 2010، آیزنکوت طی مقاله‌ای به طور مفصل به تبیین و تشریح دیدگاه‌های خود در مورد این دکترین پرداخت و ابعاد مختلف آن را مورد بررسی و تحلیل قرار داد:
«روش عملیاتی ما در جنگ لبنان [در سال 2006] بر اساس یک برنامه‌ریزی دقیق و مرحله‌بندی شده صورت گرفت. در مرحله اول، تمام تمرکز ما بر روی انهدام اهدافی بود که تهدید فوری و جدی برای اسرائیل محسوب می‌شدند. این اهداف عمدتاً شامل پایگاه‌های موشکی، مراکز فرماندهی و کنترل حزب‌الله، انبارهای سلاح و مهمات و سایر تأسیسات نظامی و لجستیکی این گروه بودند. در مرحله دوم، برای حفظ جان غیرنظامیان و جلوگیری از وارد آمدن هرگونه آسیب به آن‌ها، اقدام به تخلیه ساکنین مناطق خطر و درگیری کردیم. بدین ترتیب، با ایجاد مناطق امن و انتقال غیرنظامیان به آنجا، از آن‌ها در برابر آسیب‌های احتمالی جنگ محافظت کردیم. تنها پس از تخلیه کامل ساکنین و اطمینان از امنیت آنها، اهداف حزب‌الله را به طور گسترده‌تر و با شدت عمل بیشتر مورد حمله قرار دادیم. من بر این باورم که این الگوی عملیاتی، یک الگوی اخلاقی، انسانی و کاملاً منطبق بر قوانین و مقررات بین‌المللی بود. استفاده از این روش در جنگ کاملاً صحیح، به‌جا و حتی الزامی بود و اگر در آینده نیز مجبور به درگیری نظامی با حزب‌الله شویم، بدون تردید از همین روش استفاده خواهیم کرد. در حقیقت، این حزب‌الله است که با پنهان شدن در میان مردم و استقرار نیروها و سلاح‌های خود در مناطق مسکونی، روستاها و شهرهای لبنان را به میدان‌های نبرد تبدیل کرده و جان و مال غیرنظامیان را به خطر می‌اندازد. امیدوارم این درک و آگاهی باعث شود که این سازمان تروریستی قبل از تصمیم گیری در مورد هرگونه اقدام نظامی، تروریستی، آدم‌ربایی یا تیراندازی، عواقب و پیامدهای وحشتناک آن را برای مردم بی‌گناه به دقت مورد توجه قرار دهد و مسئولیت کشتار آن‌ها را بر عهده بگیرد».
به گفته گابی سیبانی،  از  تحلیلگران  ارشد  و  متخصص  مسائل  نظامی  در موسسه مطالعات امنیت ملی اسرائیل،  دکترین ضاحیه برای اسرائیل دارای  مزایایی است  که  آن  را  از  سایر  دکترین‌های  نظامی  متمایز  می‌سازد:
«در  صورت  وقوع  هرگونه  درگیری  و  تنش  نظامی  [با  حزب‌الله  یا  هر  گروه  مسلح  دیگری]،  ارتش  اسرائیل  باید  با  سرعت  و  قاطعیت  عمل  کرده  و  بدون  در  نظر  گرفتن  ملاحظات  سیاسی  یا  دیپلماتیک،  با  قدرتی  نامتناسب  با  اقدامات  دشمن  و  میزان  تهدیدی  که  ایجاد  می‌کند،  وارد  عمل  شود.  به  عبارت  دیگر،  واکنش  اسرائیل  باید  به  گونه‌ای  باشد  که  دشمن  را  کاملاً  غافلگیر  کرده  و  او  را  در  یک  موقعیت  دفاعی  و  انفعالی  قرار  دهد.  هدف  اصلی  چنین  واکنشی  آن  است  که  خسارات  و  ویرانی‌های  فراوانی  به  دشمن  وارد  شود  و  آنچنان  تنبیه  و  مجازات  شود  که  برای  سال‌های  متمادی  مجبور  به  پرداخت  هزینه‌های  گزاف  برای  بازسازی  ویرانه‌ها  و  جبران  خسارات  شود.  در  چنین  شرایطی،  دشمن  به  دلیل  فشار  افکار  عمومی  و  ناآرامی‌های  داخلی،  چاره ای  جز  تن  دادن  به  صلح  و  پذیرش  خواسته‌های  اسرائیل  نخواهد  داشت.  یکی  از  مهمترین  آزمون‌ها  برای  اسرائیل،  شدت  و  کیفیت  واکنش  آن  به  حوادث  مرز  لبنان  یا  حملات  تروریستی  حزب‌الله  در  شمال  یا  حماس  در  جنوب  خواهد  بود.  در  چنین  مواردی،  اسرائیل  به  هیچ  وجه  نمی‌تواند  واکنش  خود  را  به  اقداماتی  محدود  کند  که  شدّتِ  آن‌ها  متناسب  با  یک  حادثه  منفرد  و  محدود  باشد.  در  عوض،  باید  به  طور  نامتناسب  و  کوبنده  پاسخ  دهد  تا  به  طور  کاملاً  روشن  و  قاطع  به  دشمنان  و  همۀ  جهان  اعلام  کند  که  دولت  اسرائیل  هیچ‌گونه  تلاشی  را  برای  برهم  زدن  آرامش  و  امنیت  در  مرزهای  خود  و  به  خطر  انداختن  جان  شهروندانش  نمی‌پذیرد  و  با  تمام  قدرت  و  قاطعیت  با  آن  مقابله  خواهد  کرد.  اسرائیل  باید  همیشه  برای  تشدید  و  گسترش  درگیری  و  حتی  یک  رویارویی  تمام  عیار  آماده  باشد.  چنین  آمادگی  برای  جلوگیری  از  فرسایش  طولانی  مدت  و  تحمیل  هزینه‌های  سنگین  به  دشمن  کاملاً  الزامی  است».
با توجه به اینکه ضاحیه، محله شیعه‌نشین در جنوب بیروت، در جریان جنگ 33 روزه لبنان توسط نیروی هوایی اسرائیل به شدت بمباران و تخریب شد و خسارات فراوانی به بار آمد، یارون لندن، روزنامه‌نگار و تحلیلگر سیاسی اسرائیلی، در سال 2008 در مقاله‌ای نوشت که این دکترین به زودی «در گفتمان امنیتی اسرائیل ریشه دوانده و به یکی از ارکان اصلی آن تبدیل خواهد شد». به عبارت دیگر، وی بر این باور بود که دکترین ضاحیه به عنوان یک راهبرد نظامی مؤثر و کارآمد در مقابله با دشمنان اسرائیل، به طور گسترده مورد استفاده قرار خواهد گرفت و تأثیر عمیقی بر سیاست‌های امنیتی و نظامی این رژیم خواهد گذاشت.

### جنگ غزه (۲۰۰۸–۲۰۰۹)
گزارش گلدستون،  که  به  بررسی  جنایات  جنگی  در جنگ غزه (۲۰۰۸–۲۰۰۹) پرداخته،  به  این  نتیجه  رسیده  است  که  استراتژی  اسرائیل  در  این  جنگ «با  هدف  تنبیه،  تحقیر  و  ایجاد  رعب  و  وحشت  در  میان  جمعیت  غیرنظامی  طراحی  و  اجرا  شده  است». به  عبارت  دیگر،  اسرائیل  با  بمباران  گسترده  مناطق  مسکونی،  بیمارستان‌ها،  مدارس  و  سایر  زیرساخت‌های  غیرنظامی  در  غزه،  قصد  داشته  است  تا  مردم  فلسطین  را  به  شدت  تنبیه  کرده  و  روحیه  مقاومت  را  در  آن‌ها  درهم  بشکند.
هیئت حقیقت‌یاب سازمان ملل درباره مناقشه غزه، در  گزارش  خود  چندین  بار  به  دکترین  ضاحیه اشاره  کرده  و  آن  را  رویکردی دانسته‌ است که  مستلزم  «ایجاد تخریب  گسترده  به  عنوان  وسیله‌ای  برای  بازدارندگی» است.  این  گزارش  همچنین  اشاره  می‌کند  که  دکترین  ضاحیه شامل «استفاده  از  زور  نامتناسب  و وارد کردن خسارت و  خرابی‌های بزرگ  به  اموال  و  زیرساخت‌های  غیرنظامی  و ایجاد رنج  و  عذاب  برای  جمعیت  غیرنظامی»  است.  در  نهایت،  این  هیئت به  این  نتیجه  رسیده است که  دکترین ضاحیه در  طول جنگ غزه (۲۰۰۸–۲۰۰۹) نیز به  مرحله  اجرا  درآمده  و  اسرائیل  به  طور  عمدی  زیرساخت‌های  غیرنظامی  را  مورد  هدف  قرار  داده  است.
همچنین، برخی  از  تحلیلگران  و  کارشناسان  مسائل  نظامی  و  سیاسی نیز  بر  این  باورند  که  اسرائیل  در  جنگ غزه (۲۰۰۸–۲۰۰۹) از  دکترین  ضاحیه استفاده  کرده  است.
با  این  حال،  قاضی ریچارد گلدستون،  رئیس هیئت حقیقت‌یاب سازمان ملل درباره مناقشه غزه،  در  مقاله‌ای  که  در  1  آوریل  2011  منتشر  شد،  اظهار  داشت  که  اگر  دولت  اسرائیل  در  طول  تحقیقات  با  تیم  او  همکاری  می‌کرد،  ممکن  بود  برخی  از  نتیجه‌گیری‌های این هیئت متفاوت  باشد. این  اظهارات  گلدستون  با  انتقاد  شدید  سه  همکار  او  در  ماموریت  حقیقت‌یاب،  یعنی حنا جیلانی، کریستین چینکین و دزموند تراورس،  مواجه  شد.  آن‌ها  در  بیانیه‌ای  اعلام  کردند  که  کاملاً  از  گزارش خود و نتیجه‌گیری‌های آن حمایت  کرده  و  تحت  هیچ  فشاری  حاضر  به  تغییر  نتیجه‌گیری‌های  خود  نیستند.  آن‌ها  همچنین  تأکید  کردند  که  اگر  به  فشارهای  سیاسی  برای  تغییر  نتیجه‌گیری‌های  خود  تن  می‌دادند،  به  صدها  غیرنظامی  بی‌گناه  کشته  شده  در  جنگ  غزه،  هزاران  زخمی  و  صدها  هزار  نفری  که  زندگی‌شان  همچنان  تحت  تأثیر  جنگ  و  محاصره  غزه  قرار  دارد،  خیانت  می‌کردند.

کمیتۀ عمومی مبارزه با شکنجه در اسرائیل (به انگلیسی: Public Committee Against Torture in Israel) در گزارش سال ۲۰۰۹ خود، دکترین ضاحیه را به شرح زیر تعریف کرده است:
«دکترین ضاحیه یک رویکرد نظامی است که به مبارزه نامتقارن علیه دشمنی می‌پردازد که یک ارتش منظم نیست و در میان جمعیت غیرنظامی جای گرفته است. هدف اصلی این دکترین، اجتناب از یک جنگ چریکی طولانی مدت است. بر اساس این رویکرد، اسرائیل باید از نیروی عظیم و نامتناسب با میزان اقدامات دشمن استفاده کند. به عبارت دیگر، اسرائیل به جای اینکه به طور متناسب و محدود به حملات دشمن پاسخ دهد، باید با قدرت و شدت عمل بسیار بیشتر به آن‌ها واکنش نشان دهد تا دشمن را کاملاً سرکوب کرده و از ادامه مقاومت بازدارد».
این گزارش همچنین استدلال می‌کند که دکترین ضاحیه در طول عملیات سرب داغ (یا همان جنگ غزه در سال 2008-2009) به طور کامل اجرا شده و اسرائیل با بمباران گسترده مناطق مسکونی و زیرساخت‌های غیرنظامی در غزه، به طور عمدی به جمعیت غیرنظامی آسیب رسانده و رنج و عذاب فراوانی را به آن‌ها تحمیل کرده است.

### جنگ اسرائیل و حماسودرگیری اسرائیل و حزب‌الله(۲۰۲۳–اکنون)
مفسران و تحلیلگران نشریات معتبری مانند گاردین، واشینگتن پست و ماندویس بر این نکته تاکید کرده‌اند که حملات ارتش اسرائیل به زیرساخت‌های غیرنظامی نوار غزه در جنگ 2023 حماس و اسرائیل، به وضوح نشان دهنده تداوم و حتی گسترش دکترین ضاحیه است. به عبارت دیگر، اسرائیل در این جنگ نیز با بمباران گسترده مناطق مسکونی، بیمارستان‌ها، مدارس، مساجد و سایر زیرساخت‌های غیرنظامی در غزه، سعی در تنبیه جمعی مردم فلسطین و درهم شکستن روحیه مقاومت در آن‌ها داشته است.
روزنامه هاآرتس در گزارشی اعلام کرد که ارتش اسرائیل در جنگ 2023 با حماس، «همه محدودیت‌ها و ملاحظات اخلاقی و انسانی» را کنار گذاشته و با شدت عمل بی‌سابقه‌ای به کشتار غیرنظامیان و تخریب زیرساخت‌های غیرنظامی در غزه پرداخته است. این روزنامه همچنین تأکید کرده است که میزان تلفات غیرنظامیان و میزان تخریب زیرساخت‌های غیرنظامی در این جنگ، در مقایسه با جنگ‌های قبلی اسرائیل با حماس، به طور چشمگیری افزایش یافته است.
پل راجرز، استاد دانشگاه برادفورد و کارشناس مسائل نظامی و امنیتی، در مقاله‌ای که در روزنامه گاردین منتشر شد، استدلال کرد که هدف اصلی اسرائیل در جنگ 2023 با حماس، «محصور کردن فلسطینی‌ها در یک منطقه کوچک و محدود در جنوب غربی غزه است تا بتواند به راحتی آن‌ها را تحت کنترل و نظارت داشته باشد». وی همچنین افزود که هدف بلندمدت اسرائیل از این جنگ، ارسال این پیام روشن و قاطع به فلسطینی‌ها و همه جهان است که «هیچ گونه مخالفت و مقاومتی را تحمل نخواهد کرد و با تمام قدرت با آن مقابله خواهد کرد».

## انتقادها از دکترین ضاحیه

#### ناتوانی در دستیابی به هدف
پل راجرز در ادامه مقالۀ فوق‌الذکر در روزنامه گاردین استدلال می‌کند که اسرائیل با استفاده از دکترین ضاحیه در جنگ با حماس، در هدف خود برای ریشه‌کن کردن حماس شکست خواهد خورد و این جنبش به شکلی دیگر و با قدرت بیشتر باز خواهد گشت، مگر اینکه «راهی برای شروع گفتگو و مذاکره و گرد هم آوردن گروه‌های مختلف فلسطینی پیدا شود». به عبارت دیگر، وی بر این باور است که استفاده از زور و خشونت به تنهایی نمی‌تواند به حل و فصل درگیری اسرائیل و فلسطین منجر شود و تنها از طریق گفتگو و مذاکره می‌توان به یک راه حل مسالمت‌آمیز و پایدار دست یافت.

#### نقض قوانین بین‌المللی
ریچارد فالک(به انگلیسی: Richard Falk)، استاد بازنشسته حقوق بین‌الملل دانشگاه پرینستون، در مقاله‌ای نوشت که بر اساس دکترین ضاحیه، «زیرساخت‌های غیرنظامی دشمنانی مانند حماس یا حزب‌الله به عنوان اهداف نظامی مجاز تلقی می‌شوند و این امر نه تنها نقض آشکار ابتدایی‌ترین هنجارهای حقوق جنگ و اخلاق جهانی است، بلکه به معنای پذیرش و ترویج دکترین خشونت است که باید با نام واقعی خود خوانده شود: تروریسم دولتی». به عبارت دیگر، فالک بر این باور است که دکترین ضاحیه با مبانی حقوق بین‌الملل و حقوق بشر در تضاد بوده و به طور عمدی به کشتار غیرنظامیان و تخریب زیرساخت‌های غیرنظامی منجر می‌شود.